# 悲しみの天使 (映画)
『悲しみの天使』（かなしみのてんし、仏: Les Amitiés particulières, 英: This Special Friendship ）は、1964年のフランス映画。監督はジャン・ドラノワ。ロジェ・ペルフィットが1943年に出版した実話に基づいた自伝的小説、「特別な友情」を原作としている。

## 概要
フランスのタルヌ県カストルに生まれたロジェ・ペルフィットはイエズス会とラザリストの寄宿学校に通った。外交官となり、1943年に最初の小説「特別な友情」を出版した。「特別な友情」は寄宿学校での同性愛的体験に基づいた自伝的小説で、1944年にルノードー賞を受賞した。
この小説を女性プロデューサーのクリスティーヌ・グーズレノールが映画化。監督はジャン・ドラノワ、脚本は『禁じられた遊び』のジャン・オーランシュとピエール・ボスト、撮影は『大いなる幻影』のクリスチャン・マトラが務めた。出演者には『雨のしのび逢い』でジャンヌ・モローの息子役として映画デビューしたディディエ・オードパン、『黒衣の花嫁』のミシェル・ブーケらがいる。
映画では当事者の髪の色や、毒を盛っての自殺から客車から飛び降りての自殺と原作に若干の変更を加えている。
撮影はパリ北郊外にあるRoyaumont 修道院で行われた。なお、原作者のロジェ・ペルフィットはこの撮影現場で出演者の一人の少年（Alain-Philippe Malagnac d'Argens de Villèle）を見初めて生涯の付き合いを持つようになった。この少年はペルフィットの養子にはならず貴族の養子となった。そして彼が人気歌手のアマンダ・レアの夫となった後も交際は続き、ペルフィットがパーキンソン病で亡くなった6週間後に後を追うように火災事故で死亡した。
1964年8月、第25回ヴェネツィア国際映画祭で上映された。同年9月4日、フランスで一般公開された。本国で公開当初は宗教団体から内容が不道徳であると圧力がかかり、18歳未満の入場が禁止されたが後に解除された。
同年10月11日から19日にかけて第4回「フランス映画祭」が東京の東商ホールと草月ホールで開催された。『悲しみの天使』のほか、ジャン＝リュック・ゴダールの『アルファヴィル』『気狂いピエロ』『男性・女性』、『戦争は終った』『城の生活』『創造物』『317小隊』『バルタザールどこへ行く』など計23本の映画が上映された。本作品は『天使の友情』のタイトルで10月19日に上映された。そして1970年7月4日に大映第一フィルムの配給によって日本で一般公開された。
1999年3月25日に「寄宿舎～悲しみの天使」のタイトルでDVD化され、ハピネットから販売された。

## ストーリー
1920年代初頭のフランス。14歳のジョルジュ･ド・サール（フランシス・ラコンブラード）はサン・クロード・カトリック寄宿学校に編入することになった。彼は、侯爵家の嫡子という高貴な身分で、愛に飢え、美に魅了されずにはおれない青年であった。彼は、寄宿生活に入って間もなく、ルシアン･ルヴェール（フランソワ・ルシア）とアンドレ・フェロンという2人の同級生が親密な学生の間でのみの「血の盟約」を交わし、特別な愛情を抱きあっていることに気づいた。2人が交わした手紙の1通をたまたま入手した彼は、軽率な正義感と嫉妬から、それを美童の聖人像のもとで学院長（ルイ・セニエ）に差し出した。結果はフェロンの退学におわり「特別な友情」は裂かれてしまった。この学校では寄宿生どうしの親密すぎる友情は厳禁であったのである。しばらくしてある日、ジョルジュはミサの際に先の美しい聖人に酷似した、子羊を抱いた、美貌の少年アレクサンドル･モティエ（ディディエ・オードパン）を目にした。その少年は余りにも可憐で天使のようだった。彼とは学期末の旅行の際に汽車の中で知り合い、2学期になると2人は急速に接近していった。一度ローゾン神父（リュシアン・ナット）に交し合っていた手紙を見つけられたが、ジョルジュは巧みに言い逃れた。深まる「特別な友情」は「血の誓い」を行わしめた。しかし、この秘密の友情は次第に漏れ、ジョルジュを監視していたトレンヌ神父（ミシェル・ブーケ）に2人の仲を知られるに至った。トレンヌ神父はジョルジュを放校させようとするが、逆にジョルジュはトレンヌ神父の少年愛癖を学院長に暴露してトレンヌ神父を学校から去らせてしまった。2人の仲を知る者がいなくなったとジョルジュは喜んだ。だが、3学期のある日、ジョルジュとアレクサンドルは納屋でふざけ合っていたところをローゾン神父に発見されてしまった。ローゾン神父にアレクサンドルとの別れを強要されたジョルジュは、終業式にアレクサンドルに別離の手紙を残し、親もとへ帰って行った。事情をしらないアレクサンドルは、ローゾン神父の言葉を聞くと手紙を読もうとはしなかった。ローゾン神父の言葉が嘘だと知らないままに、悲しみと絶望とのあまり、彼は帰郷中の汽車から投身自殺してしまった。ローゾン神父からアレクサンドルの死を聞いたジョルジュは、自分の彼への愛を改めて知り、後悔する。

## キャスト
- アレクサンドル：ディディエ・オードパン（フランス語版）
- ジョルジュ：フランシス・ラコンブラード（フランス語版）
- トレンヌ神父：ミシェル・ブーケ
- ローゾン神父：リュシアン・ナット（フランス語版）
- 学院長:ルイス・セニエ（フランス語版）
- ルシアン：フランソワ・ルシア（フランス語版）

## 関連作品
- 萩尾望都の『トーマの心臓』（1973年）は、『悲しみの天使』をモチーフとして、舞台をドイツのギムナジウム（高等中学）に置き換えて描かれた作品である[5]。
- 竹宮惠子の『風と木の詩』（1976年）で登場する学校の名前は主演者の姓名（ラコンブラード）と同じ名前であり、少年愛をテーマに扱っている。